# Euphyes dukesi
Euphyes dukesi е вид насекомо от семейство Hesperiidae. Видът е световно застрашен, със статут Уязвим.